# Friedrich Otto Hermann von Wolffgramm

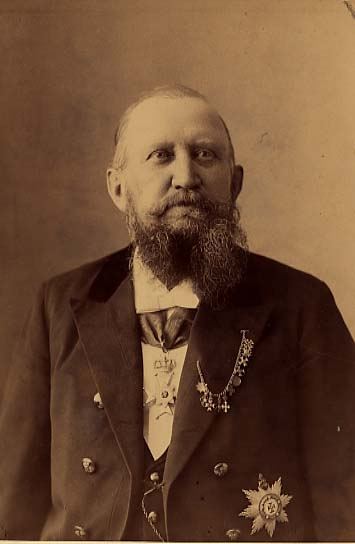
Friedrich Otto Hermann von Wolffgramm

Friedrich Otto Hermann Wolffgramm, ab 1890 von Wolffgramm, (* 17. September 1836; † 11. April 1895) war ein preußischer Landrat, Polizeipräsident und Kabinettsminister im Fürstentum Lippe (1889–1895).
Seine Eltern waren des Hauptmanns a. D. Hans Mathias Wolffgramm († 11. März 1840) und dessen Ehefrau Pauline Brunnemann († 4. März 1859).

## Leben
Wolffgramm war als Landrat im Kreis Stallupönen (1872–1874) und im Kreis Gerdauen (1874–1884) der Provinz Ostpreußen. Es folgte die Versetzung als Polizeipräsident nach Potsdam (1883–1889). Im Anschluss wirkte Wolffgramm als Kabinettsminister im Fürstentum Lippe (1889–1895).
Am 14. April 1890 wurde Wolffgramm in den erblichen preußischen Adelsstand erhoben.